# Císařovna (seriál)
Císařovna (německy Die Kaiserin, anglicky The Empress) je německý historický seriál z roku 2022 založený na životě císařovny Alžběty Bavorské s Devrim Lingnau v hlavní roli a Philipem Froissantem jako císařem Františkem Josefem. Seriál byl uveden na Netflixu 29. září 2022. Po dva týdny byl druhým nejsledovanějším seriálem Netflixu na světě a sedmým nejoblíbenějším neanglickým seriálem roku 2022 s více než 150 miliony streamovaných hodin. Dne 8. listopadu 2022 byl obnoven pro druhou sérii a premiéra se uskutečnila na Netflixu 22. listopadu 2024. Netflix si také objednal doprovodný román The Empress: A Novel, jehož autorkou je Gigi Griffis. Vyšel dva dny před premiérou seriálu ve streamovací službě.

## Obsazení
| Devrim Lingnau    | Alžběta Bavorská         |
| Philip Froissant  | František Josef I.       |
| Melika Foroutan   | Žofie Frederika Bavorská |
| Johannes Nussbaum | Maxmilián I. Mexický     |
| Elisa Schlott     | Helena Bavorská          |
| Jördis Triebel    | Ludovika Bavorská        |

## Seznam dílů
| Řada | Díly | Premiéra na Netflixu |
| ---- | ---- | -------------------- |
| 1    | 6    | 29. září 2022        |
| 2    | 6    | 22. listopadu 2024   |

## Produkce
Natáčení 1. série začalo v srpnu 2021 a bylo dokončeno v lednu 2022. Seriál se natáčel v němčině, Netflix jej následně daboval do 14 jazyků včetně angličtiny. Titulky byly k dispozici ve 32 jazycích.
Dějová linie se odehrává především ve Vídnim, exteriéry se natáčely v Německu, především v Bavorsku. Pro studiové práce se produkce přesunula do studia Babelsberg v Postupimi. Lokační natáčení probíhalo ve městech jako Bayreuth, Stein, Bamberg, Dinkelsbühl, Eckersdorf a Aidhausen. Bylo použito několik historických lokací, včetně zámku Weißenstein v Pommersfeldenu, který nahradil zámek Schönbrunn. Exteriérové scény Sisiina domu z dětství se natáčely na zámku Eyrichshof u Ebernu, ačkoli letním sídlem rodiny byl ve skutečnosti nedaleký zámek Possenhofen.

### 2. série
Natáčení 2. série probíhalo na podzim 2023 v barrandovských studiích a na různých lokacích v Praze i jinde v Čechách. V Praze se natáčelo především v oblasti Malé strany, na Hradčanském náměstí, u Míčovny a na Radnických schodech. Dále se natáčelo také v Grottě v Havlíčkových sadech. V září 2023 si filmaři pro natáčení pronajali kouřimský skanzen.

## Zajímavosti
Při nátáčení scény pro 2. sérii na Hradčanském náměstí byla zakryta socha prezidenta Masaryka pomocí dekorace sloupu historického pisoáru. Kardinál Dominik Duka, který netušil, že se jedná jen o filmovou dekoraci se rozhořčil na nedělní mši v katedrále sv. Víta, že se česká společnost nestydí zaprodat památník Masaryka na Hradčanském náměstí. Ve svém rozhořčení řekl: „Nejspíš se tam budou prodávat párky”.